# 菊池喜充
菊池 喜充（きくち よしみつ、1910年8月19日 - 1984年10月31日）は、日本の電子工学者。電気音響工学、超音波工学の専門家で、魚群探知機、超音波探傷法の実用化、フェライトによる磁歪材料の開発などに貢献した。紫綬褒章受章。朝日賞等受賞。

## 経歴
- 1910年（明治43年） - 大阪府大阪市北区に生まれる。
- 1933年（昭和8年） - 東北帝国大学電気工学科卒業、東北帝国大学助手
- 1934年（昭和9年） - 軍人会入会、野砲兵
- 1936年（昭和11年） - 同助教授
- 1938年（昭和13年） - 東北帝国大学退職、日本電気職員
- 1946年（昭和21年） - 日本電気を退職、東北大学電気通信研究所教授に就任
- 1974年（昭和49年） - 東北大学を退職、東北工業大学の学長に就任
- 1984年（昭和59年） - 逝去

## 受賞・叙勲歴
- 1936年 - 叙従七位
- 1938年 - 叙正七位
- 1942年 - 秋山・志田記念賞
- 1945年 - 叙従六位
- 1957年 - 河北文化賞[2]
- 1959年 - 大河内記念技術賞
- 1966年 - 全国発明表彰特許庁長官賞[3]
- 1967年 - 紫綬褒章受章[4]
- 1970年 - 電子通信学会功績賞
- 1971年 - 東レ科学技術賞
- 1975年 - 朝日賞（超音波診断法の創始の功績により、和賀井敏夫と共に）[5]
- 1984年 - 正四位

## 書籍
- 『磁歪振動と超音波』- 1969年、コロナ社